# Andrij Stadnik
Andrij Stadnik, född den 15 april 1982, är en ukrainsk brottare som tog OS-silver i lättviktsbrottning i fristilsklassen 2008 i Peking. Han är gift med brottaren Marija Stadnik.